# Massérac
Massérac é uma comuna francesa na região administrativa da Pays de la Loire, no departamento de Loire-Atlantique. Estende-se por uma área de 18,78 km². Em 2010 a comuna tinha 704 habitantes (densidade: 37,5 hab./km²).